# Conigephyra
Conigephyra é um gênero de traça pertencente à família Arctiidae.